# Рекомпрессия
Рекомпре́ссия — лечебная процедура, производимая обычно в гипербарических барокамерах, предназначенная для лечения болезней, связанных с резким изменением давления, как то: декомпрессионная болезнь, баротравмы. Процедура заключается в повышении давления внутри барокамеры до уровня, при котором у пациента исчезают симптомы заболевания, выдержку его при этом давлении определённое время, а затем ступенчатом уменьшении давления до атмосферного в несколько этапов согласно определённому алгоритму или медицинским таблицам.